# 金園町四丁目駅
金園町四丁目駅（かなぞのちょうよんちょうめえき）は岐阜県岐阜市金園町4丁目にあった名古屋鉄道美濃町線の駅（停留場）である。

## 歴史
1950年（昭和25年）9月10日に開業した。当駅を含む美濃町線の徹明町駅から梅林駅までの区間は同年4月1日の経路変更によって新たに開通した区間であり、当駅はこの新線上に開業した駅である。開業時の駅名は金園町駅（かなぞのちょうえき）だったが、1965年（昭和40年）に金園町四丁目駅に改称されている。美濃町線は2005年（平成17年）に全線が廃止され、当駅も廃駅となった。
- 1950年（昭和25年）
  - 4月1日 - 美濃町線の経路変更により、徹明町駅 - 梅林駅間が新線上に移転[1]。
  - 9月10日 - 新線上に金園町駅として開業[2]。
- 1965年（昭和40年）11月21日 - 金園町四丁目駅に改称[2]。
- 2005年（平成17年）4月1日 - 美濃町線の廃止に伴い廃駅となる[3]。

## 駅構造
併用軌道上に相対式2面2線の乗り場を持つ。2つの乗り場は交差点を挟んで千鳥式に配置されていた。安全地帯はなく、路上に塗装された乗り場から乗降した。

### 配線図
| ← 徹明町方面 | 金園町四丁目駅 構内配線略図 | → 日野橋方面 |
| 凡例 出典:   |                             |              |

## 駅周辺
- ホテルスポーツパルコ
- 梅林郵便局
- 瑞龍寺

## 隣の駅
名古屋鉄道
美濃町線
徹明町駅 - 金園町四丁目駅 - 梅林駅